# Sportverein Eintracht Trier 05 2011-2012
Questa voce raccoglie le informazioni riguardanti lo Sportverein Eintracht Trier 05 nelle competizioni ufficiali della stagione 2011-2012.

## Stagione
Nella stagione 2011-2012 l'Eintracht Trier, allenato da Roland Seitz, concluse il campionato di Regionalliga ovest al 4º posto. In Coppa di Germania l'Eintracht Trier fu eliminato al secondo turno dall'Amburgo.

## Rosa
| N. |                                 | Ruolo | Calciatore           |
| -- | ------------------------------- | ----- | -------------------- |
| 1  | Germania (bandiera)             | P     | André Poggenborg     |
| 2  | Germania (bandiera)             | D     | Torge Hollmann       |
| 3  | Germania (bandiera)             | D     | Thomas Drescher      |
| 5  | Germania (bandiera)             | C     | Denny Herzig         |
| 6  | Germania (bandiera)             | C     | Jerry Opoku-Karikari |
| 7  | Germania (bandiera)             | C     | Thomas Kraus         |
| 8  | Germania (bandiera)             | C     | Alon Abelski         |
| 9  | Cambogia (bandiera)             | A     | Chhunly Pagenburg    |
| 11 | Germania (bandiera)             | C     | Martin Hauswald      |
| 12 | Germania (bandiera)             | D     | Arthur Schütz        |
| 13 | Germania (bandiera)             | C     | Daniel Bauer         |
| 14 | Germania (bandiera)             | C     | Christoph Anton      |
| 15 | Germania (bandiera)             | D     | Fabian Zittlau       |
| 17 | Bosnia ed Erzegovina (bandiera) | C     | Benjamin Pintol      |

| N. |                                 | Ruolo | Calciatore         |
| -- | ------------------------------- | ----- | ------------------ |
| 17 | Germania (bandiera)             | A     | Burak Sözen        |
| 19 | Germania (bandiera)             | P     | Philipp Basquit    |
| 19 | Germania (bandiera)             | C     | Holger Knartz      |
| 20 | Germania (bandiera)             | D     | Michael Dingels    |
| 21 | Bosnia ed Erzegovina (bandiera) | C     | Fahrudin Kuduzovic |
| 23 | Germania (bandiera)             | D     | Oliver Stang       |
| 24 | Turchia (bandiera)              | C     | Tolgay Asma        |
| 25 | Germania (bandiera)             | A     | Wojciech Pollok    |
| 28 | Turchia (bandiera)              | A     | Ahmet Kulabas      |
| 30 | Camerun (bandiera)              | C     | Olivier Mvondo     |
| 32 | Germania (bandiera)             | D     | Cataldo Cozza      |
| 33 | Germania (bandiera)             | P     | Andreas Lengsfeld  |
|    | Germania (bandiera)             | C     | Christopher Spang  |

## Organigramma societario
Area tecnica
- Allenatore: Roland Seitz
- Allenatore in seconda: Rudi Thömmes
- Preparatore dei portieri: Sascha Purket
- Preparatori atletici:
- Analisi video:

## Calciomercato

### Sessione estiva
| Acquisti | Acquisti          | Acquisti        | Acquisti |
| R.       | Nome              | da              | Modalità |
| -------- | ----------------- | --------------- | -------- |
| A        | Wojciech Pollok   | Preußen Münster |          |
| C        | Martin Hauswald   | Rot-Weiß Erfurt |          |
| C        | Denny Herzig      | Dinamo Dresda   |          |
| C        | Holger Knartz     | Monaco 1860 II  |          |
| A        | Chhunly Pagenburg | Rot-Weiß Erfurt |          |
| D        | Oliver Stang      | Osnabrück       |          |

| Cessioni | Cessioni       | Cessioni             | Cessioni |
| R.       | Nome           | a                    | Modalità |
| -------- | -------------- | -------------------- | -------- |
| A        | Julian Bidon   | Borussia Neunkirchen |          |
| D        | Josef Çınar    | Wacker Burghausen    |          |
| A        | Tim Eckstein   | Norimberga II        |          |
| C        | Stefan Kohler  | Dietikon             |          |
| D        | Johannes Kühne | Salmrohr             |          |
| C        | Alban Meha     | Paderborn            |          |
| A        | Lukas Mössner  | Hartberg             |          |
| C        | Piero Saccone  | Pfullendorf          |          |

### Sessione invernale
| Acquisti | Acquisti | Acquisti | Acquisti |
| R.       | Nome     | da       | Modalità |
| -------- | -------- | -------- | -------- |

| Cessioni | Cessioni                    | Cessioni            | Cessioni |
| R.       | Nome                        | a                   | Modalità |
| -------- | --------------------------- | ------------------- | -------- |
| C        | Maximilian Bachl-Staudinger | Unterhaching        |          |
| D        | Marc Gouiffe á Goufan       | FC Rapid Ghidighici |          |

## Risultati

### Regionalliga

#### Girone di andata
| Arbitro: | Fritz |

|                                    |           |  |
| Kuduzovic 45’ (rig.) Pagenburg 76’ | Marcatori |  |

| Arbitro: | Börner |

|  |           |                                              |
|  | Marcatori | 47’ Stang 56’ (rig.) Kuduzovic 83’ Pagenburg |

| Arbitro: | Foltyn |

|           |           |                                |
| Kraus 16’ | Marcatori | 29’ Torres 32’ Pires-Rodrigues |

| Arbitro: | Helwig |

|  |           |                                |
|  | Marcatori | 5’ Herzig 45’ (rig.) Kuduzovic |

| Arbitro: | Glasmacher |

|             |           |                 |
| Kulabas 36’ | Marcatori | 42’, 86’ Königs |

| Arbitro: | Fischer |

|            |           |                               |
| Moritz 58’ | Marcatori | 38’, 63’ Kulabas 74’ Hauswald |

| Arbitro: | Schüller |

|  |           |                         |
|  | Marcatori | 37’, 65’ Durm 73’ Malli |

| Arbitro: | Schmitz |

|  |           |                                  |
|  | Marcatori | 32’ Opoku-Karikari 66’ Pagenburg |

| Arbitro: | Waschitzki-Günther |

|                    |           |  |
| Opoku-Karikari 38’ | Marcatori |  |

| Coblenza 1º ottobre 2011, ore 14:00 CEST 10ª giornata | Coblenza | 0 – 0 referto | Eintracht Treviri | Stadion Oberwerth (3 678 spett.)\| Arbitro: \| Brand \| |
| Arbitro:                                              | Brand    |               |                   |                                                         |

| Arbitro: | Kircher |

|                  |           |  |
| Kulabas 17’, 75’ | Marcatori |  |

| Arbitro: | Jablonski |

|  |           |                                                          |
|  | Marcatori | 3’ Hauswald 34’ Kulabas 58’ (aut.) Heubach 86’ Pagenburg |

| Treviri 29 ottobre 2011, ore 14:00 CEST 13ª giornata | Eintracht Treviri | 0 – 0 referto | Rot-Weiss Essen | Moselstadion (6 238 spett.)\| Arbitro: \| Steuer \| |
| Arbitro:                                             | Steuer            |               |                 |                                                     |

| Arbitro: | Wijnen |

|          |           |                      |
| Avcı 46’ | Marcatori | 72’ (rig.) Kuduzovic |

| Arbitro: | Schmitt |

|                                        |           |               |
| Drescher 60’ Pagenburg 64’ Kulabas 70’ | Marcatori | 19’ Moosmayer |

| Arbitro: | Metzen |

|                                           |           |                                    |
| Zuck 40’ Bílek 59’ Wooten 78’, 90’ (rig.) | Marcatori | 52’ (rig.) Kuduzovic 79’ Pagenburg |

| Arbitro: | Kalbhenn |

|           |           |  |
| Herzig 6’ | Marcatori |  |

| Arbitro: | Weiner |

|                            |           |                                    |
| Herzig 37’ (aut.) Hess 89’ | Marcatori | 33’ Kraus 46’ Kulabas 85’ Drescher |

| 12 novembre 2011 19ª giornata |  | – turno di riposo |  |  |

#### Girone di ritorno
| Rheda-Wiedenbrück 14 dicembre 2011, ore 19:00 CET 20ª giornata | Wiedenbrück | 0 – 0 referto | Eintracht Treviri | Jahnstadion (320 spett.)\| Arbitro: \| Heitmann \| |
| Arbitro:                                                       | Heitmann    |               |                   |                                                    |

| Arbitro: | Bartsch |

|  |           |             |
|  | Marcatori | 5’ Wischang |

| Arbitro: | Bramlage |

|              |           |                    |
| Iberdemaj 6’ | Marcatori | 39’, 51’ Pagenburg |

| Arbitro: | Ide |

|                                  |           |                                                      |
| Zittlau 49’ Kuduzovic 82’ (rig.) | Marcatori | 10’ Paurević 45’ Halstenberg 60’ Hofmann 79’ Ducksch |

| Arbitro: | Jablonski |

|           |           |             |
| Aydin 71’ | Marcatori | 32’ Kulabas |

| Arbitro: | Müller |

|               |           |  |
| Kuduzovic 83’ | Marcatori |  |

| Arbitro: | Ostheimer |

|  |           |           |
|  | Marcatori | 30’ Kraus |

| Arbitro: | Kampka |

|           |           |                                                    |
| Pollok 3’ | Marcatori | 20’ Przybyłko 62’ (rig.) Schwellenbach 90’ Schulte |

| Arbitro: | Schüller |

|                |           |                     |
| Schug 10’, 15’ | Marcatori | 43’ Kraus 44’ Cozza |

| Treviri 23 marzo 2012, ore 19:00 CET 29ª giornata | Eintracht Treviri | 0 – 0 referto | Coblenza | Moselstadion (2 317 spett.)\| Arbitro: \| Börner \| |
| Arbitro:                                          | Börner            |               |          |                                                     |

| Arbitro: | Wenzel |

|              |           |  |
| Manstein 59’ | Marcatori |  |

| Arbitro: | Fritz |

|                                      |           |  |
| Pintol 40’ Pagenburg 44’ Kulabas 78’ | Marcatori |  |

| Arbitro: | Koslowski |

|  |           |                                                |
|  | Marcatori | 35’ Pintol 37’ Kulabas 47’ Kraus 70’ Pagenburg |

| Arbitro: | Stein |

|                                       |           |              |
| Pagenburg 23’ Kraus 51’ Kuduzovic 90’ | Marcatori | 4’ Wassinger |

| Arbitro: | Kunzmann |

|                         |           |             |
| Knappmann 27’ Zięba 62’ | Marcatori | 67’ Kulabas |

| Arbitro: | Jöllenbeck |

|                                 |           |           |
| Kraus 52’ Herzig 85’ Knartz 89’ | Marcatori | 78’ Orbán |

| Arbitro: | Marx |

|  |           |                       |
|  | Marcatori | 5’ Knartz 54’ Kulabas |

| Arbitro: | Steinberg |

|  |           |              |
|  | Marcatori | 18’ Kotuljac |

| 18 maggio 2011 38ª giornata |  | – turno di riposo |  |  |

### Coppa di Germania
| Arbitro: | Steinhaus-Webb |

|                          |           |            |
| Kulabas 16’ Hauswald 89’ | Marcatori | 88’ Sağlık |

| Arbitro: | Hartmann |

|            |           |                    |
| Kulabas 8’ | Marcatori | 62’ Berg 110’ Aogo |

## Statistiche

### Statistiche di squadra
| Competizione       | Punti | In casa | In casa | In casa | In casa | In casa | In casa | In trasferta | In trasferta | In trasferta | In trasferta | In trasferta | In trasferta | Totale | Totale | Totale | Totale | Totale | Totale | DR  |
| Competizione       | Punti | G       | V       | N       | P       | Gf      | Gs      | G            | V            | N            | P            | Gf           | Gs           | G      | V      | N      | P      | Gf     | Gs     | DR  |
| ------------------ | ----- | ------- | ------- | ------- | ------- | ------- | ------- | ------------ | ------------ | ------------ | ------------ | ------------ | ------------ | ------ | ------ | ------ | ------ | ------ | ------ | --- |
| Regionalliga ovest | 64    | 18      | 9       | 2       | 7       | 24      | 19      | 18           | 10           | 5            | 3            | 33           | 15           | 36     | 19     | 7      | 10     | 57     | 34     | +23 |
| Coppa di Germania  | -     | 2       | 1       | 0       | 1       | 3       | 3       | 0            | 0            | 0            | 0            | 0            | 0            | 2      | 1      | 0      | 1      | 3      | 3      | 0   |
| Totale             | 64    | 20      | 10      | 2       | 8       | 27      | 22      | 18           | 10           | 5            | 3            | 33           | 15           | 38     | 20     | 7      | 11     | 60     | 37     | +23 |

### Andamento in campionato
| Giornata  | 1 | 2 | 3 | 4 | 5 | 6 | 7 | 8 | 9 | 10 | 11 | 12 | 13 | 14 | 15 | 16 | 17 | 18 | 19 | 20 | 21 | 22 | 23 | 24 | 25 | 26 | 27 | 28 | 29 | 30 | 31 | 32 | 33 | 34 | 35 | 36 | 37 | 38 |
| --------- | - | - | - | - | - | - | - | - | - | -- | -- | -- | -- | -- | -- | -- | -- | -- | -- | -- | -- | -- | -- | -- | -- | -- | -- | -- | -- | -- | -- | -- | -- | -- | -- | -- | -- | -- |
| Luogo     | C | T | C | T | C | T | C | T | C | T  | C  | T  | C  | T  | C  | T  | C  | T  |    | T  | C  | T  | C  | T  | C  | T  | C  | T  | C  | T  | C  | T  | C  | T  | C  | T  | C  |    |
| Risultato | V | V | P | V | P | V | P | V | V | N  | V  | V  | N  | N  | V  | P  | V  | V  |    | N  | P  | V  | P  | N  | V  | V  | P  | N  | N  | P  | V  | V  | V  | P  | V  | V  | P  |    |
| Posizione | 2 | 1 | 2 | 1 | 4 | 1 | 4 | 4 | 3 | 3  | 2  | 2  | 2  | 2  | 2  | 2  | 2  | 2  | 2  | 3  | 3  | 3  | 4  | 4  | 4  | 4  | 4  | 4  | 4  | 4  | 4  | 4  | 4  | 4  | 4  | 4  | 4  | 4  |

Legenda:

Luogo: C = Casa; T = Trasferta. Risultato: V = Vittoria; N = Pareggio; P = Sconfitta.

### Statistiche dei giocatori
| Giocatore           | Regionalliga ovest | Regionalliga ovest | Regionalliga ovest | Regionalliga ovest | Coppa di Germania | Coppa di Germania | Coppa di Germania | Coppa di Germania | Totale   | Totale | Totale      | Totale     |
| Giocatore           | Presenze           | Reti               | Ammonizioni        | Espulsioni         | Presenze          | Reti              | Ammonizioni       | Espulsioni        | Presenze | Reti   | Ammonizioni | Espulsioni |
| ------------------- | ------------------ | ------------------ | ------------------ | ------------------ | ----------------- | ----------------- | ----------------- | ----------------- | -------- | ------ | ----------- | ---------- |
| A. Abelski          | 22                 | 0                  | 6                  | 0                  | 1                 | 0                 | 1                 | 0                 | 23       | 0      | 7           | 0          |
| C. Anton            | 10                 | 0                  | 2                  | 0                  | 0                 | 0                 | 0                 | 0                 | 10       | 0      | 2           | 0          |
| T. Asma             | 4                  | 0                  | 2                  | 0                  | 0                 | 0                 | 0                 | 0                 | 4        | 0      | 2           | 0          |
| M. Bachl-Staudinger | 1                  | 0                  | 0                  | 0                  | 0                 | 0                 | 0                 | 0                 | 1        | 0      | 0           | 0          |
| P. Basquit          | 0                  | 0                  | 0                  | 0                  | 0                 | 0                 | 0                 | 0                 | 0        | 0      | 0           | 0          |
| D. Bauer            | 13                 | 0                  | 3                  | 0                  | 0                 | 0                 | 0                 | 0                 | 13       | 0      | 3           | 0          |
| C. Cozza            | 33                 | 1                  | 1                  | 0                  | 2                 | 0                 | 0                 | 0                 | 35       | 1      | 1           | 0          |
| M. Dingels          | 3                  | 0                  | 1                  | 0                  | 0                 | 0                 | 0                 | 0                 | 3        | 0      | 1           | 0          |
| T. Drescher         | 32                 | 2                  | 8                  | 0                  | 2                 | 0                 | 1                 | 0                 | 34       | 2      | 9           | 0          |
| M. Goufan           | 6                  | 0                  | 1                  | 0                  | 1                 | 0                 | 0                 | 0                 | 7        | 0      | 1           | 0          |
| M. Hauswald         | 12                 | 2                  | 2                  | 0                  | 1                 | 1                 | 1                 | 0                 | 13       | 3      | 3           | 0          |
| D. Herzig           | 32                 | 3                  | 6                  | 1                  | 2                 | 0                 | 0                 | 0                 | 34       | 3      | 6           | 1          |
| T. Hollmann         | 19                 | 0                  | 2                  | 0                  | 1                 | 0                 | 0                 | 0                 | 20       | 0      | 2           | 0          |
| H. Knartz           | 21                 | 2                  | 2                  | 0                  | 2                 | 0                 | 0                 | 0                 | 23       | 2      | 2           | 0          |
| T. Kraus            | 33                 | 7                  | 4                  | 0                  | 2                 | 0                 | 1                 | 0                 | 35       | 7      | 5           | 0          |
| F. Kuduzovic        | 35                 | 8                  | 4                  | 0                  | 2                 | 0                 | 0                 | 0                 | 37       | 8      | 4           | 0          |
| A. Kulabas          | 35                 | 13                 | 4                  | 0                  | 2                 | 2                 | 0                 | 0                 | 37       | 15     | 4           | 0          |
| A. Lengsfeld        | 3                  | 0                  | 1                  | 0                  | 0                 | 0                 | 0                 | 0                 | 3        | 0      | 1           | 0          |
| O. Mvondo           | 9                  | 0                  | 1                  | 0                  | 0                 | 0                 | 0                 | 0                 | 9        | 0      | 1           | 0          |
| J. Opoku-Karikari   | 28                 | 2                  | 10                 | 0                  | 2                 | 0                 | 1                 | 0                 | 30       | 2      | 11          | 0          |
| C. Pagenburg        | 29                 | 11                 | 5                  | 0                  | 2                 | 0                 | 0                 | 0                 | 31       | 11     | 5           | 0          |
| B. Pintol           | 9                  | 2                  | 0                  | 0                  | 0                 | 0                 | 0                 | 0                 | 9        | 2      | 0           | 0          |
| A. Poggenborg       | 33                 | 0                  | 1                  | 0                  | 2                 | 0                 | 0                 | 0                 | 35       | 0      | 1           | 0          |
| W. Pollok           | 14                 | 1                  | 1                  | 0                  | 0                 | 0                 | 0                 | 0                 | 14       | 1      | 1           | 0          |
| A. Schütz           | 0                  | 0                  | 0                  | 0                  | 0                 | 0                 | 0                 | 0                 | 0        | 0      | 0           | 0          |
| C. Spang            | 3                  | 0                  | 1                  | 0                  | 0                 | 0                 | 0                 | 0                 | 3        | 0      | 1           | 0          |
| O. Stang            | 28                 | 1                  | 7                  | 0                  | 2                 | 0                 | 0                 | 0                 | 30       | 1      | 7           | 0          |
| B. Sözen            | 1                  | 0                  | 0                  | 0                  | 0                 | 0                 | 0                 | 0                 | 1        | 0      | 0           | 0          |
| F. Zittlau          | 24                 | 1                  | 6                  | 0                  | 2                 | 0                 | 0                 | 0                 | 26       | 1      | 6           | 0          |